# 柴田亞衣
柴田亞衣（日语：／ Shibata Ai，1982年5月14日—），日本女子游泳選手。她於2004年夏季奧林匹克運動會中奪得800公尺自由泳金牌，成為日本史上第一位在自由泳奪得金牌的女子選手。

## 生涯
柴田亞衣出生在福岡縣太宰府市，三歲時因為父親工作的緣故，全家搬到北九州市，並開始在俱樂部學習游泳。她在小學二年級時轉學到徳島縣美馬郡脇町（現美馬市）。柴田亞衣小時候體育表現不佳，成績並不理想。
她在徳島縣立穴吹高等學校畢業後，在2001年4月進入鹿屋體育大學就讀。她在2002年9月日本大學游泳錦標賽中，於400公尺及800公尺自由泳皆獲得亞軍。橫濱舉行的2002年泛太平洋游泳錦標賽是柴田亞衣首次在國際比賽中登場，雖然她未獲得任何獎牌。她在2003年世界游泳錦標賽代表日本參加400公尺、800公尺及1500公尺自由泳。
柴田亞衣在2004年夏季奧林匹克運動會中代表日本參加400公尺及800公尺自由泳，並獲得800公尺自由泳金牌，成為日本自從山中毅於1960年獲得自由泳銀牌以來，首位於自由泳獲得獎牌的日本人。她在2004年9月份同時成為鹿兒島縣與徳島縣榮譽縣民。柴田亞衣也在當年獲得紫綬褒章。
柴田亞衣在加拿大蒙特利爾舉行的2005年世界游泳錦標賽中獲得女子400公尺自由泳銀牌及800公尺自由泳銅牌，並以4分06秒74打破日本女子400公尺自由泳記錄。
2005年4月，她在鹿屋體育大學繼續攻讀碩士，並且接受田中孝夫教授的指導。柴田亞衣在澳大利亞墨爾本舉行的2007年世界游泳錦標賽中獲得女子400公尺自由泳及1600公尺自由泳銅牌，同時都打破日本記錄。不過她在800公尺自由泳只獲得第6名，雖然她在同一年的千葉世界游泳比賽刷新自己的800公尺自由泳紀錄。
柴田亞衣在2008年4月參加日本游泳錦標賽，獲得2008年夏季奧林匹克運動會400公尺及800公尺自由泳參賽資格。但是她在2008年夏季奧林匹克運動會800公尺自由泳只獲得第27名，未能進入決賽。後來柴田亞衣因為腰傷發作，在2008年12月宣布退休。
她在2009年3月完成碩士學位，然後於2009年6月舉行的奧林匹克音樂會中擔任司儀。柴田亞衣在退休後持續參予游泳推廣活動。

## 成績
| 年份   | 比赛               | 地点               | 竞赛项目 | 泳姿   | 名次     |
| ------ | ------------------ | ------------------ | -------- | ------ | -------- |
| 2002年 | 日本大學游泳錦標賽 | 日本名古屋市       | 400公尺  | 自由泳 | 第二名   |
| 2002年 | 日本大學游泳錦標賽 | 日本名古屋市       | 800公尺  | 自由泳 | 第二名   |
| 2002年 | 日本游泳錦標賽     | 日本東京           | 400公尺  | 自由泳 | 第四名   |
| 2002年 | 日本游泳錦標賽     | 日本東京           | 800公尺  | 自由泳 | 第四名   |
| 2002年 | 日本游泳錦標賽     | 日本東京           | 1500公尺 | 自由泳 | 第二名   |
| 2003年 | 日本大學游泳錦標賽 | 日本東京           | 800公尺  | 自由泳 | 第一名   |
| 2003年 | 日本大學游泳錦標賽 | 日本東京           | 400公尺  | 自由泳 | 第一名   |
| 2003年 | 日本游泳錦標賽     | 日本東京           | 400公尺  | 自由泳 | 第四名   |
| 2003年 | 日本游泳錦標賽     | 日本東京           | 800公尺  | 自由泳 | 第三名   |
| 2003年 | 日本游泳錦標賽     | 日本東京           | 1500公尺 | 自由泳 | 第二名   |
| 2003年 | 世界大學生運動會   | 南韓大邱           | 200米    | 自由泳 | 第五名   |
| 2003年 | 世界大學生運動會   | 南韓大邱           | 400米    | 自由泳 | 第七名   |
| 2003年 | 世界大學生運動會   | 南韓大邱           | 800米    | 自由泳 | 第六名   |
| 2004年 | 日本大學游泳錦標賽 | 日本相模原市       | 400公尺  | 自由泳 | 第一名   |
| 2004年 | 日本大學游泳錦標賽 | 日本相模原市       | 800公尺  | 自由泳 | 第一名   |
| 2004年 | 日本游泳锦标赛     | 日本東京           | 400米    | 自由泳 | 第二名   |
| 2004年 | 日本游泳锦标赛     | 日本東京           | 800米    | 自由泳 | 第二名   |
| 2004年 | 夏季奥林匹克运动会 | 希腊雅典           | 800公尺  | 自由泳 | 第一名   |
| 2004年 | 夏季奥林匹克运动会 | 希腊雅典           | 400公尺  | 自由泳 | 第五名   |
| 2005年 | 世界游泳锦标赛     | 加拿大蒙特利尔     | 400米    | 自由泳 | 第二名   |
| 2005年 | 世界游泳锦标赛     | 加拿大蒙特利尔     | 800米    | 自由泳 | 第三名   |
| 2005年 | 日本游泳锦标赛     | 日本橫濱           | 400米    | 自由泳 | 第一名   |
| 2005年 | 日本游泳锦标赛     | 日本橫濱           | 800米    | 自由泳 | 第一名   |
| 2005年 | 世界大學生運動會   | 土耳其伊茲密爾     | 200米    | 自由泳 | 第四名   |
| 2005年 | 世界大學生運動會   | 土耳其伊茲密爾     | 400米    | 自由泳 | 第四名   |
| 2005年 | 世界大學生運動會   | 土耳其伊茲密爾     | 800米    | 自由泳 | 第四名   |
| 2006年 | 泛太平洋公开赛     | 加拿大维多利亚     | 400米    | 自由泳 | 第一名   |
| 2006年 | 泛太平洋公开赛     | 加拿大维多利亚     | 800米    | 自由泳 | 第二名   |
| 2006年 | 泛太平洋公开赛     | 加拿大维多利亚     | 1500米   | 自由泳 | 第三名   |
| 2006年 | 日本游泳锦标赛     | 日本東京           | 400米    | 自由泳 | 第二名   |
| 2006年 | 日本游泳锦标赛     | 日本東京           | 800米    | 自由泳 | 第二名   |
| 2006年 | 日本游泳锦标赛     | 日本東京           | 1500米   | 自由泳 | 第三名   |
| 2007年 | 世界游泳锦标赛     | 澳大利亚墨尔本     | 400米    | 自由泳 | 第三名   |
| 2007年 | 世界游泳锦标赛     | 澳大利亚墨尔本     | 800米    | 自由泳 | 第六名   |
| 2007年 | 世界游泳锦标赛     | 澳大利亚墨尔本     | 1500米   | 自由泳 | 第三名   |
| 2007年 | 日本游泳锦标赛     | 日本千葉縣習志野市 | 400米    | 自由泳 | 第一名   |
| 2007年 | 日本游泳锦标赛     | 日本千葉縣習志野市 | 800米    | 自由泳 | 第一名   |
| 2008年 | 日本游泳錦標賽     | 日本東京           | 400米    | 自由泳 | 第一名   |
| 2008年 | 日本游泳錦標賽     | 日本東京           | 800米    | 自由泳 | 第一名   |
| 2008年 | 夏季奥林匹克运动会 | 中国北京           | 400米    | 自由泳 | 預賽淘汰 |
| 2008年 | 夏季奥林匹克运动会 | 中国北京           | 800米    | 自由泳 | 預賽淘汰 |

## 紀錄
柴田亞衣多次打破日本記錄，目前保持400公尺及1500公尺自由泳日本紀錄。
| 泳姿   | 距離  | 成績       | 創造年份 | 賽事           | 地點     | 備註 |
| ------ | ----- | ---------- | -------- | -------------- | -------- | ---- |
| 自由泳 | 400m  | 4分06秒74  | 2005年   | 世界游泳錦標賽 | 蒙特利爾 | 銀牌 |
| 自由泳 | 400m  | 4分05秒19  | 2007年   | 世界游泳錦標賽 | 墨爾本   | 銅牌 |
| 自由泳 | 1500m | 15分58秒55 | 2007年   | 世界游泳錦標賽 | 墨爾本   | 銅牌 |

## 榮譽
- 鹿兒島縣栄誉縣民(2004/9)
- 德島縣栄譽縣民(2004/9)
- 徳島県美馬郡脇町栄誉町民
- 2004年JOC體育賞特別栄誉獎（2005/7)
- 鹿兒島體育記者俱樂部獎(2005/3)
- 西日本體育獎(2005/3)
- 日本游泳聯盟2004年最優秀選手(2005/1)
- 朝日體育獎 (2005/1)
- 毎日體育人獎（新人獎）(2004/12)
- 鹿兒島國際扶輪青少年功績獎(2004/11)
- 鹿屋市體育栄誉賞(2004/11)
- 紫綬褒章
- 南日本文化獎(2004/11)
- 文部科学大臣顕彰(2004/9)
- 日本水連最優秀選手(2005/11）
- 文部科学省 國際競技大會優秀者(2005/11)
- 2005年日本體育獎（讀賣新聞社制定）優秀獎
- 2005年度朝日電視最佳體育特別獎

## 外部連結
- 柴田亞衣部落格 （页面存档备份，存于）
- 2011奧林匹克運動會音樂會 （页面存档备份，存于）